# Полошка епископија
Полошка епископија, односно Тетовска епископија је древна православна епископија, која је постојала у периоду од средине 14. до краја 17. века. У претходном периоду, од почетка 11. до средине 14. века, област звана Полог у горњем Повардарју била је у саставу Призренске епископије. Током 11. и 12. века, област Полога повремено је долазила под српску власт, која се на том подручју трајно учврстила крајем 13. века. Након проглашења Српске патријаршије (1346), када је епископија у Призрену уздигнута на степен митрополије, за подручје Полога основана је нова епископија чији су архијереји били подложни призренским митрополитима. Нешто касније, током 16. или 17. века, Полошка епископија је пребачена у надлежност, Скопске митрополије, која се такође налазила у саставу обновљене Српске патријаршије (1557-1766). У међувремену, Полошка епископија је крајем 17. или почетком 18. века угашена, а њено подручје је прешло под непосредну надлежност скопских митрополита.
У спомен на древну српску Полошку, односно Тетовску епископију, Српска православна црква је 1993. године днела одлуку да се новоизабраном викарном јерарху Јовану Младеновићу додели титула тетовског епископа, што је учињено поводом његовог постављења на дужност администратора свих епархија СПЦ на подручју тадашње БЈРМ. Нешто касније, у склопу спровођења Нишког спосразума (2002), област Полога (са Тетовом и Гостиваром) укључена је у састав канонске Полошко-кумановске епископије.